# Megaselia curtinoides
Megaselia curtinoides är en tvåvingeart som beskrevs av Ronald Henry Lambert Disney 1991. Megaselia curtinoides ingår i släktet Megaselia och familjen puckelflugor.
Artens utbredningsområde är Senegal. Inga underarter finns listade i Catalogue of Life.